# Tachydromia aemula
Tachydromia aemula är en tvåvingeart som först beskrevs av Friedrich Hermann Loew 1864.  Tachydromia aemula ingår i släktet Tachydromia och familjen puckeldansflugor. Arten är reproducerande i Sverige. Inga underarter finns listade i Catalogue of Life.